# Volkswagen Type 147
O Typ 147 foi uma minivan comercial fabricada pela Volkswagen europeia entre 1964 e 1973.

## História
Em fevereiro de 1962 o serviço postal alemão solicitou à Volkswagen uma van postal que se adequasse a suas necessidades. Segundo a encomenda, o carro deveria ter carga útil de dois metros cúbicos e 400 kg de carga útil. Deveria ser possível acessar o compartimento de carga diretamente da cabine. Além disso deveria possuir uma porta lateral de cartga deslizante, uma vez que portas que se abrem para fora da maneira tradicional não são muito práticas em grandes centros urbanos.
Denominando o estudo EA 149 (EA significando Entwicklungsauftrag, contrato para desenvolvimento), a VW partiu do chassis de um Fusca conversível feito pela Karmann (Typ 151), devido à sua maior resistência. Entretanto logo adotou o chassis do Karmann Ghia, que era mais largo. Visando cortar custos, a VW procurou utilizar peças de outros carros existentes sempre que possível. Assim sobre o chassis mencionado foram montados os eixos, o motor e a caixa de marchas do Fusca, os faróis do recém lançado Typ 3, além da traseira e muitos outros componentes da Kombi.
Decidiu-se que a firma Franz Knobel & Sohn GmbH (que posteriormente se chamaria Westfalia Werke) iria construir o veículo para a VW. No final de 1963 alguns protótipos estavam prontos, até que em 1964 a produção em série começou.
Seu nome oficial era Volkswagen Typ 147 Kleinlieferwagen (pequena van), mas devido ao seu formato engraçado e desproporcionado, ele foi chamado de Fridolin.
Além dos correios da alemanha, outros clientes encomendaram o carro, como os correios da suíço e a Lufthansa. O Swiss Post por exemplo comprou 1.201 unidades de uma versão ligeiramente modificada, com motor de 1,3-litros e 44 cv, além de freios a disco e calefação interna.
Em 1968, o custo das pequenas vans era DM 6.834 - apenas a cerca de 360 dólares mais barato do que sua irmã maior, a Kombi, que custava DM 7.195 
De 1964 a julho de 1973, 6.139 veículos foram produzidos. Hoje existem na Alemanha cerca de 40 unidades, em todo o mundo restam aproximadamente 200 veículos.